# Кубок Украины по мини-футболу 1991/1992
Кубок Украины по мини-футболу 1991/92 — второй розыгрыш национального кубка Украины по мини-футболу. 
Обладателем кубка страны в 1992 году стал днепропетровский «Механизатор», обыгравший в финале «Трактор» из Ивано-Франковска со счётом 5:1. В сезоне 1991/92 под руководством главного тренера Геннадия Шура и тренера Александра Мудренко «Механизатор» сделал «золотой дубль», выиграв не только кубок, но и чемпионат Украины.